# ランシング (カンザス州)
ランシング（Lansing）は、アメリカ合衆国カンザス州のレブンワース郡にある都市。人口は9,199人（2000年）。

## 地理
ランシングは、北緯39度14分55秒、西経94度53分31秒  (39.248689, -94.891880)にある。
アメリカ合衆国統計局によると、この都市は総面積22.4 km2 (8.6 mi2) である。このうち22.1 km2 (8.5 mi2) が陸地で0.3 km2 (0.1 mi2) が水地域である。総面積の1.50%が水地域となっている。

## 人口動静
2000年国勢調査で、この都市は人口9,199人、2,435世帯、及び1,913家族が暮らしている。人口密度は416.9/km2 (1,080.1/mi2) である。115.5/km2 (299.2/mi2) の平均的な密度に2,548軒の住宅が建っている。この都市の人種的な構成は白人80.95%、アフリカン・アメリカン12.46%、ネイティブ・アメリカン1.22%、アジア1.33%、太平洋諸島系0.15%、その他の人種1.34%、及び混血2.55%である。ここの人口の3.85%はヒスパニックまたはラテン系である。
2,435世帯のうち、42.2%が18歳未満の子供と一緒に生活しており、65.0%は結婚して共に生活している。9.4%は未婚の女性が世帯主であり、21.4%は結婚していない。18.4%は1人以上の独身の居住者が住んでおり、7.1%は65歳以上で独身である。1世帯の平均人数は2.79人であり、結婚している家庭の場合は、3.17人である。
この都市内の住民は22.0%が18歳未満の未成年、18歳以上24歳以下が8.8%、25歳以上44歳以下が38.5%、45歳以上64歳以下が23.1%、及び65歳以上が7.5%にわたっている。中央値年齢は36歳である。女性100人ごとに対して男性は164.8人である。18歳以上の女性100人ごとに対して男性は184.9人である。
この都市の世帯ごとの平均的な収入は60,994 USドルであり、家族ごとの平均的な収入は65,639 USドルである。男性は36,326 USドルに対して女性は28,315 USドルの平均的な収入がある。この都市の一人当たりの収入 (per capita income) は21,655 USドルである。人口の2.4%及び家族の1.9% は貧困線以下である。全人口のうち18歳未満の1.5%及び65歳以上の3.5%は貧困線以下の生活を送っている。